# Ryszard Nawrocki
Ryszard Nawrocki (ur. 7 marca 1940 w Toruniu, zm. 25 kwietnia 2011 w Żyrardowie) – polski aktor filmowy, teatralny oraz dubbingowy.

## Życiorys
W 1966 roku ukończył Państwową Wyższą Szkołę Teatralną w Warszawie. Od 1970 roku był związany z Teatrem Polskim w Warszawie, gdzie występował m.in. w spektaklu Zielona Gęś Konstantego Ildefonsa Gałczyńskiego, w reż. Jarosława Kiliana.
Był jednym z najbardziej znanych i najchętniej angażowanych polskich aktorów dubbingowych. Najbardziej znany dzieciom jako Królik z Kubusia Puchatka, prosiaczek Porky z Looney Tunes, Asterix, George z Jetsonów, papuga Jago z filmów o Aladynie lub Ludwik von Drake ze świata Kaczora Donalda oraz Strażnik Smith z filmów i seriali o Misiu Yogim.

## Życie prywatne
Jego pierwsze małżeństwo z realizatorką telewizyjną Joanną Jurandot-Nawrocką rozpadło się po 3 latach. Później ożenił się z Marią Nawrocką.
Spoczywa na cmentarzu ewangelicko-augsburskim przy ul. Młynarskiej w Warszawie (aleja 59c, grób 29).

## Filmografia
- 1968: Przygoda z piosenką – kompozytor Waldemar
- 1974: Wiosna panie sierżancie – malarz Gienek
- 1977: Czterdziestolatek – rezerwista z armeńskim koniakiem
- 1978: Życie na gorąco – Emil Meran, mąż Marty Feining
- 1988–1990: W labiryncie – policjant prowadzący śledztwo w sprawie Igora
- 1989: Stan strachu – aktor
- 1991: Pogranicze w ogniu – oficer gdańskiej policji prowadzący zbrojownię
- 1993: Siedmiomilowe trampki – magister Plato (głos)
- 1995: Uczeń diabła – stryj William
- 2002–2003: Psie serce – jeden z psów (głos, odc. 17)
- 2006: Mrok – ojciec Jolki
- 2007: Pitbull
- 2010: Fenomen – chudy staruszek

## Polski dubbing
- 2011: Kubuś i przyjaciele – Królik
- 2011: Gwiezdne wojny: część VI – Powrót Jedi – Imperator
- 2011: Gwiezdne wojny: część V – Imperium kontratakuje – Imperator
- 2010: Harry Potter i Insygnia Śmierci. Część I – Aberforth Dumbledore
- 2010: Heavy Rain – sprzedawca biletów
- 2010: Więźniowie wyobraźni – Pan Zając
- 2009: Dragon Age: Początek – sprzedawca kryształów w Orzamarze
- 2008: Gothic 3: Zmierzch bogów
- 2007: George prosto z drzewa –
  - Szaman,
  - Wiesiek (odc. 4a),
  - jeden z pilotów samolotu (odc. 6a),
  - Wielki Mistrz Wolny od wszy (odc. 10a),
  - „Wąż” – Koczkodan (odc. 13a),
  - robaczek (odc. 13a),
  - różne głosy
- 2007: Harry Potter i Zakon Feniksa – Aberforth Dumbledore
- 2007: Złoty kompas
- 2007: Moi przyjaciele – Tygrys i Kubuś – Królik
- 2006: Kacper: Szkoła postrachu – Stretch
- 2006: Klasa 3000
- 2006: Bambi II – Sowa
- 2006: Monster Warriors
- 2005: Karol do kwadratu – Algendorn Agar
- 2005: Gwiezdne wojny: część III – Zemsta Sithów – Imperator Palpatine
- 2005: Czerwony traktorek – pan Jones (dubbing TVP)
- 2005: Kubuś i Hefalumpy – Królik
- 2005: Jan Paweł II: Nie lękajcie się – Kardynał Wyszyński
- 2004: Kaczor Dodgers – Kadet
- 2004: Dom dla Zmyślonych Przyjaciół pani Foster – Pan Zając
- 2004: Baśniowy świat 6 – Profesor von Drake
- 2004: Świątynia pierwotnego zła – Ostler Gundigoot
- 2003: 101 dalmatyńczyków II. Londyńska przygoda – Nochal
- 2003: Prosiaczek i przyjaciele – Królik
- 2003: Maleństwo i przyjaciele – Królik
- 2003: Power Rangers Ninja Storm – Vexacus
- 2003–2005: Gwiezdne wojny: Wojny klonów – Imperator Palpatine
- 2003: Looney Tunes znowu w akcji – Porky
- 2002: Gwiezdne wojny: część II – Atak klonów – Palpatine
- 2002: Asterix i Obelix: Misja Kleopatra – Panoramix
- 2001–2004: Samuraj Jack –
  - Pies „Rothi” Rothchild (odc. 2-3),
  - szef gangu (odc. 12)
- 2001–2004: Medabots – Doktor Aki
- 2001–2003: Gadżet i Gadżetinis
- 2001–2002: Cafe Myszka – Profesor Ludwig von Drake
- 2001: Słoń Benjamin – Profesor (odc. 51)
- 2001: Zakochany kundel II: Przygody Chapsa – Sparky
- 2001: Atlantyda. Zaginiony ląd
- 2001: Kubusiowe opowieści – Królik
- 2000: Wampirek
- 2000: Spotkanie z Jezusem (wersja kinowa)
- 2000: Tygrys i przyjaciele – Królik
- 1999: Gwiezdne wojny: część I – Mroczne widmo – Senator Palpatine
- 1999: Babar – król słoni
- 1999: Muppety z kosmosu
- 1999: Asterix i Obelix kontra Cezar – Panoramix
- 1998–1999: Nowe przygody rodziny Addamsów – Pa
- 1998–1999: Zły pies
- 1998: Dawno temu w trawie – Pan Grunt
- 1998: Księżniczka łabędzi III: Skarb czarnoksiężnika – Rogers
- 1998: Scooby Doo na Wyspie Zombie
- 1998: Rodzina Addamsów: Zjazd rodzinny
- 1998: Pippi – Naukowiec/Listonosz
- 1997: Piękna i Bestia. Zaczarowane Święta – Trybik
- 1997: Świat królika Piotrusia i jego przyjaciół
- 1997: Batman i Robin
- 1997–1998: Przygody Olivera Twista
- 1996: Atlantis: Zapomniane opowieści – Kreon
- 1996–2003: Laboratorium Dextera – Nauczyciel zaawansowanej matematyki
- 1996–1997: Kacza paczka
- 1996: Kosmiczny mecz – Porky
- 1996: Atomówki – Felerne mięso
- 1996–1997: Prawdziwe przygody Jonny’ego Questa – Doktor Benton Quest
- 1996–1997: Incredible Hulk – Duch Jeźdźca (odc. 5)
- 1996: Aladyn i król złodziei – Iago
- 1996: 101 dalmatyńczyków – Nochal
- 1995–1997: Freakazoid! –
  - Roddy,
  - Przygłup,
  - różne głosy
- 1995: Pocahontas – Kekata
- 1995: Głupi i głupszy
- 1994: Asterix podbija Amerykę – Asterix
- 1994–1998: Spider-Man –
  - Spencer Smythe,
  - Omar Mosley
- 1994–1996: Fantastyczna Czwórka
- 1994–1996: Iron Man: Obrońca dobra
- 1994–1995: Aladyn – Iago
- 1994: Strażnik pierwszej damy – Earl
- 1994: Księżniczka łabędzi – Lord Rogers
- 1994: Patrol Jin Jina – Doktor Maniak
- 1994: Brzdąc w opałach – Pan Andwers
- 1994: Aladyn: Powrót Dżafara – Iago
- 1993: Huckleberry Finn
- 1993: Przygody Speeda Błyskawicy – Pops, ojciec tytułowego bohatera
- 1993: Podróż do serca świata
- 1993: Przygody Myszki Miki i Kaczora Donalda
- 1992–2002: Shin-chan
- 1992–1997: X-Men –
  - Forge,
  - profesor Kenji Oyama,
  - generał (odc. 17),
  - parlamentarzysta (odc. 17),
  - komputer Shi’ary (odc. 29-30),
  - ojciec Rudej (odc. 48),
  - Byron Calley (odc. 49-50),
  - Cable / Nathan Summers (odc. 51-54),
  - profesor John Grey (odc. 55),
  - uczony (odc. 57),
  - doktor Bolivar Trask (odc. 57),
  - Srebrny Samuraj / Kenuichio Harada (odc. 59),
  - żołnierz #3 (odc. 73),
  - Andre Cocteau (odc. 73),
  - policjant #1 (odc. 75),
  - policjant #2 (odc. 75),
  - lord Grey (odc. 75)
- 1992–1995: Prawdziwe przygody profesora Thompsona
- 1992–1994: Mała Syrenka – mewa, z którą Ariel kłóciła się o złoty puchar
- 1992–1993: Rodzina Addamsów
- 1992: Nowe podróże Guliwera – Doktor Flim
- 1992: Aladyn – Iago
- 1992: Tom i Jerry: Ale kino (pierwsza wersja dubbingu) – Lizus
- 1992: W 80 marzeń dookoła świata
- 1991–1992: Eerie, Indiana
- 1991–1992: Dzielny Agent Kaczor –
  - przestępca, który wystawił listę agentów S.Z.A. na licytację
  - przełożony Amonii Pruchno
- 1991: Czarnoksiężnik z krainy Oz – Czarnoksiężnik
- 1991: Piękna i Bestia – Trybik
- 1991: Słoń Benjamin – Kierownik/Kapelusznik
- 1990–1994: Super Baloo – kanclerz Deptak
- 1990–1993: Zwariowane melodie – Prosiaczek Porky
- 1990: Filiputki
- 1990: Piotruś Pan i piraci – Ratatat
- 1989: Wielka bitwa Asteriksa – Asterix
- 1989: Mała Syrenka – Blagier
- 1989: Wszystkie psy idą do nieba
- 1989–1992: Chip i Dale: Brygada RR – Profesor Norton Nimnul
- 1988–1991: Nowe przygody Kubusia Puchatka – Królik
- 1988–1991: Szczeniak zwany Scooby Doo
- 1988: Judy Jetson i Rockersi – George Jetson
- 1988: Yogi i inwazja kosmitów – Strażnik Smiths
- 1987–1990: Kacze opowieści (pierwsza wersja dubbingu) –
  - Król Karzełków (odc. 7)
  - Karol Bufon III (odc. 18)
  - Psychiatra Śmigacza (odc.33)
  - Rybokot, wuj Sknerusa w młodości (odc. 38)
  - Doktor von Gejzer (odc. 46)
  - prokurator na procesie Sknerusa (odc. 64)
  - prezes Klubu Miliarderów (odc. 37, 45)
- 1987–1990: Kacze opowieści (nowa wersja dubbingu) – prezes Klubu Eksploratorów (odc. 45)
- 1987: Dennis Rozrabiaka – Szef Henry’ego
- 1987: Jetsonowie spotykają Flintstonów – George Jetson
- 1987: Kocia ferajna w Beverly Hills
- 1987: Wielka ucieczka Misia Yogi – Strażnik Smiths
- 1987: Scooby Doo i bracia Boo
- 1986–1988: Dennis Rozrabiaka
- 1986: Asterix w Brytanii – Asterix
- 1985–1988: M.A.S.K. – Robek
- 1985: 13 demonów Scooby Doo
- 1985: Asterix kontra Cezar – Asterix
- 1985: Yogi, łowca skarbów – Strażnik Smiths
- 1983: Kaczor Daffy: Fantastyczna wyspa
- 1982: Królik Bugs: 1001 króliczych opowiastek – Prosiak Porky
- 1981: Królik Bugs: Rycerski rycerz Bugs – Prosiak Porky
- 1980: Pierwsza wigilia Misia Yogi – Strażnik Smiths
- 1979: Scooby Doo podbija Hollywood
- 1978–1981: Był sobie Człowiek – Wielki Chan (odc. Podróże Marco Polo)
- 1978: Królik Bugs i Struś Pędziwiatr: Szalony pościg – Prosiak Porky
- 1977–1980: Kapitan Grotman i Aniołkolatki
- 1977: Bernard i Bianka – Orville
- 1977: Przygody Kubusia Puchatka – Królik
- 1976: 12 Prac Asterixa – Asterix
- 1974: Kubuś Puchatek i rozbrykany Tygrys – Królik
- 1972–1973: Nowy Scooby Doo – Szuwaks
- 1972: Arka Yogiego – Noe
- 1969–1970: Scooby Doo, gdzie jesteś? –
  - duch indiańskiego szamana / Buck Masters (odc. 5),
  - ojciec Sharon (odc. 6),
  - doktor Jenkins (odc. 8),
  - duch klauna / Harry Hipnotyzer (odc. 10),
  - mumia faraona Enmana / doktor Najib (odc. 12),
  - farmer (odc. 15),
  - Upiór Hyde / doktor Jekyll (odc. 18),
  - duch Zen Tuo / pan Fong (odc. 19),
  - profesor Ingstrom (odc. 20),
  - Widmo bez głowy / Penrod Stillwall (odc. 22),
  - Grisby (odc. 25)
- 1968: Asterix i Kleopatra – Asterix
- 1968: Wiatrodzień Kubusia Puchatka – Królik
- 1967: Asterix Gall – Asterix
- 1966: Kubuś Puchatek i miododajne drzewo – Królik
- 1964: Miś Yogi: Jak się macie – Misia znacie? (nowa wersja dubbingu) – Strażnik Smiths
- 1963: Miecz w kamieniu (nowa wersja dubbingu) – Archimedes
- 1962–1988: Jetsonowie – George Jetson
- 1961–1962: Kocia ferajna
- 1961: 101 dalmatyńczyków (nowa wersja dubbingu) – Nochal
- 1959: Śpiąca królewna (nowa wersja dubbingu) – Król Stefan
- 1958: Miś Yogi – Strażnik Smiths
- 1942: Bambi (nowa wersja dubbingu) – Sowa

## Odznaczenia
- Srebrny Krzyż Zasługi (1988)